# Jacques Poilleux
Pour les articles homonymes, voir Poilleux.
Jacques Poilleux, né le 6 décembre 1937 à Paris et mort le 10 janvier 2025 à Trouville-sur-Mer,, est un chirurgien, professeur de médecine et écrivain français. 
Il a été président de l'Académie nationale de chirurgie en 2009 et membre de l'Académie de médecine.

## Biographie
Jacques Poilleux est le fils de Félix Poilleux, officier de la légion d'honneur, écrivain et Président de l'Académie nationale de chirurgie en 1976.
Il choisit la même voie que son père et devient chirurgien.
Membre de l'Académie nationale de chirurgie, il est secrétaire général de 2002 à 2006, vice-président en 2010 et président en 2009.
En 2009, il lance un débat sur le rôle futur du chirurgien et du progrès technologique, considérant que les robots ne remplaceront pas le chirurgien, et que le chirurgien restera celui qui décidera de l’intervention et qui la réalisera. Il s’interroge notamment sur les futures formations des chirurgiens. 
Jacques Poilleux est également membre du comité de rédaction de e-mémoires, journal de l'Académie nationale de chirurgie.
Jacques Poilleux est aussi membre du Rotary International,. Il s'occupe du Rotary Club de Deauville.

## Carrière
- Membre de l'Académie nationale de Chirurgie.
- Secrétaire général de l'Académie nationale de Chirurgie de 2002 à 2006.
- Vice-Président de l'Académie nationale de Chirurgie en 2010.
- Président de l'Académie nationale de Chirurgie en 2009